# 윌리엄 에임스

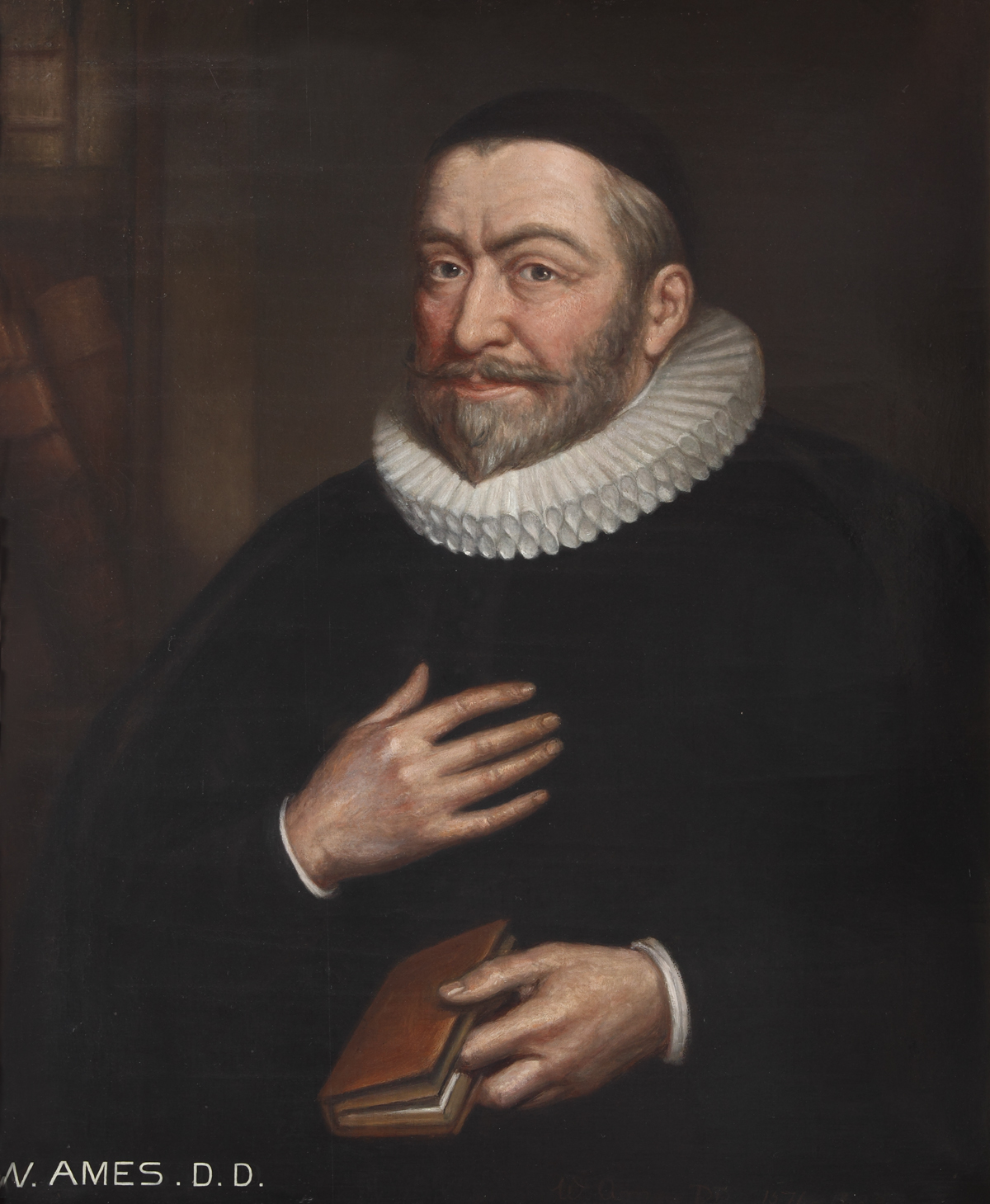
윌리엄 에임스

윌리엄 에임스(영어: William Ames; 1576-1633) 대표적인 청교도로 윌리엄 퍼킨스와 더불어 양대산맥에 해당한다.
아르미니우스주의의 잘못을 지적한 저서를 통해서 그는 '네덜란드의 칼빈' 또는 '아르미니우스주의자에 대한 망치'등으로 불리었다. 그는 네덜란드에서 어마한 영향을 미쳤는 데, 그 중에 페트루스 반 마스트리트에게서도 언약신학과 결의론에 대한 찬사를 받았다.
에임스는 선배 청교도인 폴 베인즈로 부터, "경직된 머리와 차가운 심장을 경계하라"고 권면을 받았다.
에임스의 스승은 윌리암 퍼킨스인데, 퍼킨스의 글을 읽고 에임스를 읽으면 에임스의 특징을 잘 파악할 수 있다.
에임스는 토마스 카트라이트의 책도 탐독했다. 그의 제자로는 요한 코케이우스가 있는 데 그는 언약신학에 대한 탁월한 글을 남겼다.

## 생애
서폭 입스위치에서 한 상인의 아들로 태어난 에임스는 어렸을 때, 부모를 여의고 외삼촌인 로버트 스넬링 밑에서 자랐다. 에임스는 외삼촌에 의해 크라이스츠 칼리지 (케임브리지 대학교)에 보내어졌고, 그 곳은 청교도와 라미스트 철학의 보금자리였다.
1610년 네덜란드로 도망을 가라는 권면에 따라서, 프라네커 대학의 신학교수로 임용되었다.
1630년 12월 존 윈스럽과 편지를 보내 신대륙에 간다고 했지만, 출발하지 못했다.
1632년 로테르담에서 친구 휴그 피터와 협동목사로 독립교회에 청빙을 수락했다. (그 때에 토머스 후커도 함께 있었다.)
1637년 에임스의 사망 후 미망인은 3자녀와 함께 신대륙의 베이 주 살렘에 도착하였다.

## 신학
퍼킨스의 영향만큼 피터 라무스의 영향 또한 그에게 많았다. 피터 라무스는 아리스토텔레스로부터 배우는 것보다 복음을 통해서 더 많은 것을 배울 수 있다고 주장했는 데, 이런 그의 가르침이 에임스가 그를 따르게 된 주요 원인이 되었다.(신학의 정수 서론참조) 라뮈즘의 원리대로, 그는 신학을 믿음과 순종으로 나누었다.
윌리암 퍼킨스의 영향을 받았지만, 라무스적인 논리학이 활용에 있어서 그의 스승의 견해에서 벗어나고 있다.

### 신학 방법
에임스는 전통적 신학 구분법인 루터와 칼빈의 원형(archetypal) 모형(ectypal)을 따르지 않고 신학울 믿음과 순종의 두 부분으로 나뉘었다. 이것은 그가 객관성보다는 주관성에 보다 가까운 신학을 추구하였음을 말한다.

## 주요 인용글
사람은 외면상의 종교로는 도덕적일지 모르지만, 신실한 마음의 기독교인은 아니다. 그런 기독교인이 되어 있다는 증거는 실제로 기독교내에서 순종된 구속된 마음의 내적 경건함으로 표현된다.

우리를 부르심과 우리를 선택하심에 대한 확신은 우리가 가장 간절히 바라는 것이어야 한다.

## 영향
- 뉴잉글랜드의 교회 정치( church polity)의 아버지라 불릴 만큼 많은 영향을 미쳤다.
- 그의 저서인 신학의 정수와 '양심: 그 법과 사례들' 은 영국과 뉴잉글랜드에서 조직신학 교과서로 채택되었다.
- 다니엘 닐에 의하면 하버드 대학교 도서관의 최초의 장서는 에임스의 저서들이었다고 한다.

## 평가
- 잭 스콧은 존 위더스푼의 <도덕 철학의 강의>을 논평하면서, 윌리엄 에임스가 초기 칼빈주의의 엄격하고, 알 수 없는 전능자에서 그의 백성과 계약을 하는 하나님을 더 선호했다고 주장하였다.[3]
- 코튼 매더는 <마그날리아>에서 '심오하고 고귀하고 섬세하고 반박할 수 없는 영국박사'로 평가하였다.
- 존 코튼은 에임스를 자주 언급했고 그의 사상을 자유롭게 구사했다.
- 존 노튼은 자신의 주요한 권위로써 에임스를 제시했다.
- 개혁주의자들 중에서는 에임스를 경건주의자로 분류를 하는 자들이 있다. 그 이유는 그가 은혜의 방도에서 경건을 중시하는 경향이 있기 때문이다.[4]

## 저서

### 신학의 정수(The Marrow of Theology, 번역서: 서원모 옮김, 크리스챤 다이제스트)
- 1627년에 라틴어로 출판이 되었다. (Medulla theologiae) 뉴잉글랜드 청교도들에게 백년이 넘도록 교과서였다. 칼빈주의를 가장 간결하게 잘 요약했다고 평가된다. 토마스 후커와 인크리스 매더는 이 책을 사역자가 성경 다음으로 읽어야 할 책이라고 평가하였다. 조나단 에드워즈는 뉴헤이븐에서 출판된 1634년판 사본을 소장했었다. 그는 두번 서명을 했고, 많은 빚을 지었다는 주를 달아놓았다. 프란시스 튜레틴의 Institutes of Elenctic Theology와 찰스 핫지의 조직신학과 함께 신학교의 교과서로 읽혀지고 있다. 언약신학은 그의 신학의 핵심이었다.[5] 뉴잉글랜드의 학생들에게 신학의 교과서는 단연 신학의 정수였다. 그것은 신학이 이론에 그치는 것이 아닌 실용적인 것이어야 한다는 가르침이었다.(17세기 뉴잉글랜드의 지성)

### Technometry
- 이 저서에서 에임스는 피터 라무스와 청교도의 관계의 지적체계를 연구하였다. 이것은 모든 지식의 백과사전을 테크노메트리 또는 테크놀로지라는 것으로 불렀다. 이것은 인문과학(liberal art)과 신학을 합성한 시도다. 이러한 그의 시도의 방법론은 매우 정확했고, 이해하기에 용이했다.

### 양심의 사례들[6]
- 하버드 대학교 역사학자인 사무엘 모리슨은 이 저서에 대하여 청교도의 도덕에 대한 가장 중요한 자료 중의 하나로 표현하였다.
- 리차드 백스터는 그의 저서 크리스쳔 디렉토리의 근간을 이 책에서 두었으며, 퍼킨스가 개혁주의 결의론을 발전시켰으면, 에임스는 그 중에 가장 뛰어나다고 했다.
  1. 제1권: 양심은 사람이 그 안에 있는 하나님의 심판에 따라 자신을 판단하는 것이다.
  2. 제2권: 실천적인 질문을 던지면서 양심은 의심을 할 수 있다고 한다. 죄와 은혜의 상테, 육체와 성령의 싸움, 기독인의 삶의 행동에 대하여 묘사한다.
  3. 제3권: 일반적인 사람의 의무: 사람의 삶의 행동과 대화에 대하여 질문을 던진다. 진정한 순종의 징표는 피조물의 의지 앞에 하나님의 의지를 순종하면서 놓는 것이다. 이것은 순종적인 삶을 살아가며 훈련을 연습함으로써 이루어진다.- 겸손,진실, 열정등.
  4. 제4권: 양심이 어떻게 강화되는가? 도덕법을 잘 이해하고 적용할 때.
  5. 제5권: 하나님과의 관계에서 갖는 불확실성을 해결해야 사람과의 관계에서도 해결할 수 있다.
- 그 법과 사례들(Conscience with the Power and Cases thereof): 항변파가 이단인지 질문을 받고 그는 항변파가 이단은 아니지만 극단적일 경우, 펠라기우스이단에 빠질 위험이 있다고 주장했다. 그것은 회심을 시키기 위해, 필수적인 내적 은혜의 효력적인 작용을 부정하기 때문이다.
- 에임스는 윌리암 퍼킨스를 언급하며, 자신이 양심을 퍼킨스처럼 기능으로 보지 않고, 실천적 판단의 행위로 이해한다고 말한다.

## 논문
- An Opinion on the Origin of the Sabbath and the Lord's Day.

## 같이 보기
- 사무엘 존슨
- 토마스 후커
- 피에르 드 라뮈